# Simões (ort)
Simões är en ort i Brasilien.   Den ligger i kommunen Simões och delstaten Piauí, i den östra delen av landet, 1 200 km nordost om huvudstaden Brasília. Simões ligger 442 meter över havet och antalet invånare är 4 332.
Terrängen runt Simões är platt åt nordväst, men åt sydost är den kuperad. Runt Simões är det glesbefolkat, med 13 invånare per kvadratkilometer.. Det finns inga andra samhällen i närheten.
Omgivningarna runt Simões är huvudsakligen savann.